# Samantha Sterlyng
Samantha Sterlyng, född 1 april 1978 i Hagerstown i Maryland i USA, är en amerikansk skådespelare i pornografisk film. Hon har medverkat i över 75 filmer sedan debuten 1995.